# 布盧姆菲爾德鎮區 (明尼蘇達州菲爾莫爾縣)
布盧姆菲爾德鎮區（英語：Bloomfield Township）是位於美國明尼蘇達州菲爾莫爾縣的一個行政鎮區。

## 地方資料
布盧姆菲爾德鎮區的面積為92.09平方千米，當中陸地面積為92.05平方千米，而水域面積為0.04平方千米。根據2020年美國人口普查的數據，當地共有人口324人，而人口密度為每平方千米3.52人。